# Annona scandens
Annona scandens é uma espécie de magnólia. Foi descrito pela primeira vez por Friedrich Ludwig Diels. Annona scandens pertence ao gênero Annona, e à família Annonaceae . 
Este tipo de planta pode ser encontrado em:
- Peru
- Bolívia

Não há tipos listados como este.